# جون فينتر
جون فينتر (بالإنجليزية: John Winter)‏ (28 يوليو 1851 - 15 مايو 1914) هو لاعب كريكت بريطاني (وحمل سابقاً جنسية المملكة المتحدة لبريطانيا العظمى وأيرلندا).